# Gotthilf Ferdinand Döhner
Gotthilf Ferdinand Döhner (* 8. August 1790 in Zwickau; † 14. März 1866 ebenda) war ein deutscher evangelischer Pfarrer. Er war Amtsprediger und Superintendent in Freiberg sowie Kirchen- und Schulrat der Kreisdirektion Zwickau.

## Leben und Wirken
Nach dem Besuch des Lyzeums in Zwickau studierte er Theologie in Wittenberg. 1813 wurde er zum Archidiakon an der Marienkirche, dem Dom in Zwickau, berufen. In dieser Zeit war er Vorsteher des dortigen Progymnasiums in den Jahren von 1816 bis 1820 und somit auch Schulleiter des jungen Robert Schumann.
1822 wechselte er als Amtsprediger an die Petrikirche in Freiberg. 1830 gründete er dort eine Kleinkinderbewahranstalt. 1831 wurde er Erster Pfarrer am Freiberger Dom und damit verbunden auch Superintendent. Ab 1834 leitete er die neue Bürgerschule für Knaben in Freiberg.
Als 1835 die Kreisdirektion für das Erzgebirge und das Vogtland in Zwickau eingerichtet wurde, erfolgte die Ernennung Döhners zum Kirchen- und Schulrat. In dieser Funktion war er am Seminar in Plauen an einer Prüfungsabnahme von Karl May beteiligt. 1840 promovierte er zum Dr. theol. 1864 erhielt Döhner die Beförderung zum Geheimen Kirchen- und Schulrat.
Er war u. a. Gründungs- und Vorstandsmitglied des Vereins zur Verbreitung guter und wohlfeiler Volksschriften (gegründet 1841). Daneben rief er die nach ihm benannte Döhner-Stiftung zur Unterstützung von Schulaspiranten ins Leben.

## Familie
Er heiratete die Schwester von Gottlob Wilhelm Caspari aus Reichenbach im Vogtland und legte gemeinsam mit seinem Schwager mehrere kirchliche Veröffentlichungen vor.

## Publikationen (Auswahl)
- mit Gottlob Wilhelm Caspari: Christliches Hausbuch zur Erhebung und Stärkung des Herzens: am Morgen und Abend auf alle Tage des Jahres, Bd. 1 und 2, Gebrüder Schumann, Zwickau 1828.
- mit Gottlob Wilhelm Caspari: Christliches Hausbuch zur Erhebung und Stärkung des Herzens: am Morgen und Abend auf alle Tage des Jahres, Bd. 1 und 2, 2. Aufl., verb. Aufl., Gebrüder Schumann, Zwickau 1829.

## Ehrungen
- 15. Juni 1860 Ehrenbürger der Stadt Annaberg
- 1860 Ehrenbürger der Stadt Zwickau
- 1865 Komturkreuz des Königlich Sächsischen Verdienstordens.